# Jaco Jacobs
Jaco Jacobs (Carnarvon, 22 februari 1980) is een Zuid-Afrikaanse kinderboekenauteur. Hij schrijft in het Afrikaans.
Jacobs begon op jonge leeftijd met schrijven en publiceerde zijn eerste boek toen hij nog op school zat. Jacobs heeft meer dan 220 boeken geschreven.
Naast het schrijven van eigen boeken, is Jacobs ook actief als vertaler. Hij heeft reeds meer dan 300 kinderboeken naar het Afrikaans vertaald.
Vanaf 2020 zijn er voor het eerst boeken van Jacobs naar het Nederlands vertaald. Deze boeken kenmerken zich door het gebruik van een ik-perspectief en in de meeste gevallen leert de hoofdpersoon zichzelf beter kennen gedurende het verhaal. Dit gebeurt aan de hand van observaties van situaties uit het verhaal.